# Dioscorea stegelmanniana
Dioscorea stegelmanniana är en enhjärtbladig växtart som beskrevs av Reinhard Gustav Paul Knuth. Dioscorea stegelmanniana ingår i släktet Dioscorea och familjen Dioscoreaceae. Inga underarter finns listade i Catalogue of Life.